# Chrysophthalmum
Chrysophthalmum es un género de plantas fanerógamas perteneciente a la familia de las asteráceas. Comprende 7 especies descritas y de estas, solo 4 aceptadas.

## Taxonomía
El género fue descrito por Rodolfo Amando Philippi y publicado en Linnea 29: 9. 1858. La especie tipo es  Chrysophthalmum andinum Phil.		

## Especies aceptadas
A continuación se brinda un listado de las especies del género Chrysophthalmum aceptadas hasta julio de 2012, ordenadas alfabéticamente. Para cada una se indica el nombre binomial seguido del autor, abreviado según las convenciones y usos.
- Chrysophthalmum dichotomum Boiss. & Heldr.
- Chrysophthalmum gueneri Aytaç & Anderb.
- Chrysophthalmum leptocladum Rech.f.
- Chrysophthalmum montanum (DC.) Boiss.